# Années 290 av. J.-C.
Les années 290 av. J.-C. couvrent les années de 299 av. J.-C. à 290 av. J.-C.

## Événements

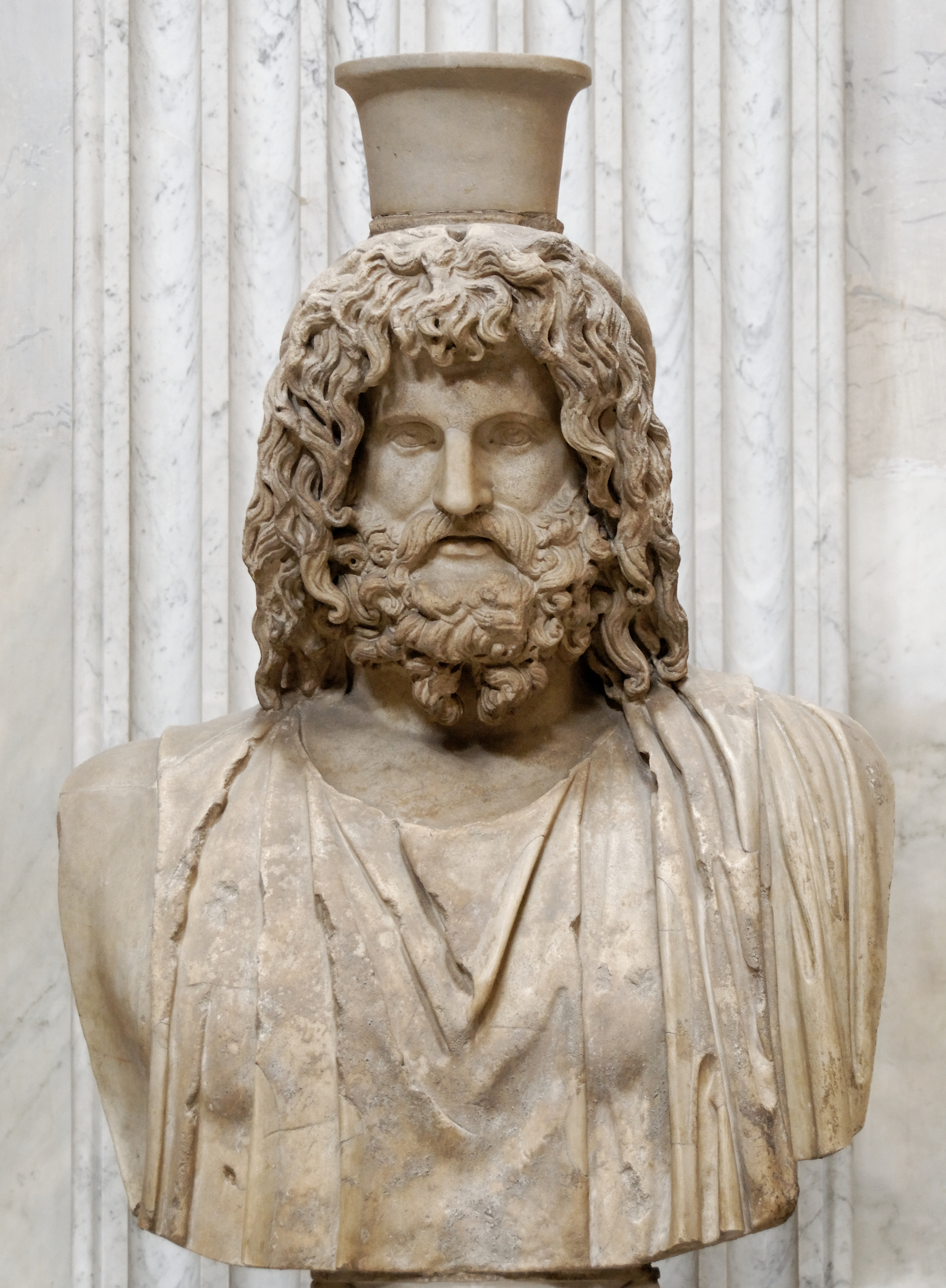
Sarapis coiffé du modius, copie du buste de Bryaxis pour le Sérapéion d'Alexandrie, musée Pio-Clementino.

- Vers 300 av. J.-C.[1] : selon Plutarque, en Égypte, une commission de théologiens (dont Manéthon et l'exégète athénien Timothée) est chargée par Ptolémée Ier d'organiser le culte de Sarapis (Sérapis), un dieu commun à ses sujets grecs et égyptiens[2]. Il combine les attributs de Zeus et de Hadès et ceux d’Apis et d’Osiris attestés sous le nom grec d’Osorapis au Sérapéum de Memphis[3].
  - assimilation Aphrodite-Isis et Adonis-Osiris. Isis tend à devenir une déesse universelle[4].
  - Hermétisme : assimilation Hermès-Thot. Hermès Trismégiste est considéré comme l’inventeur de toutes les sciences[5].

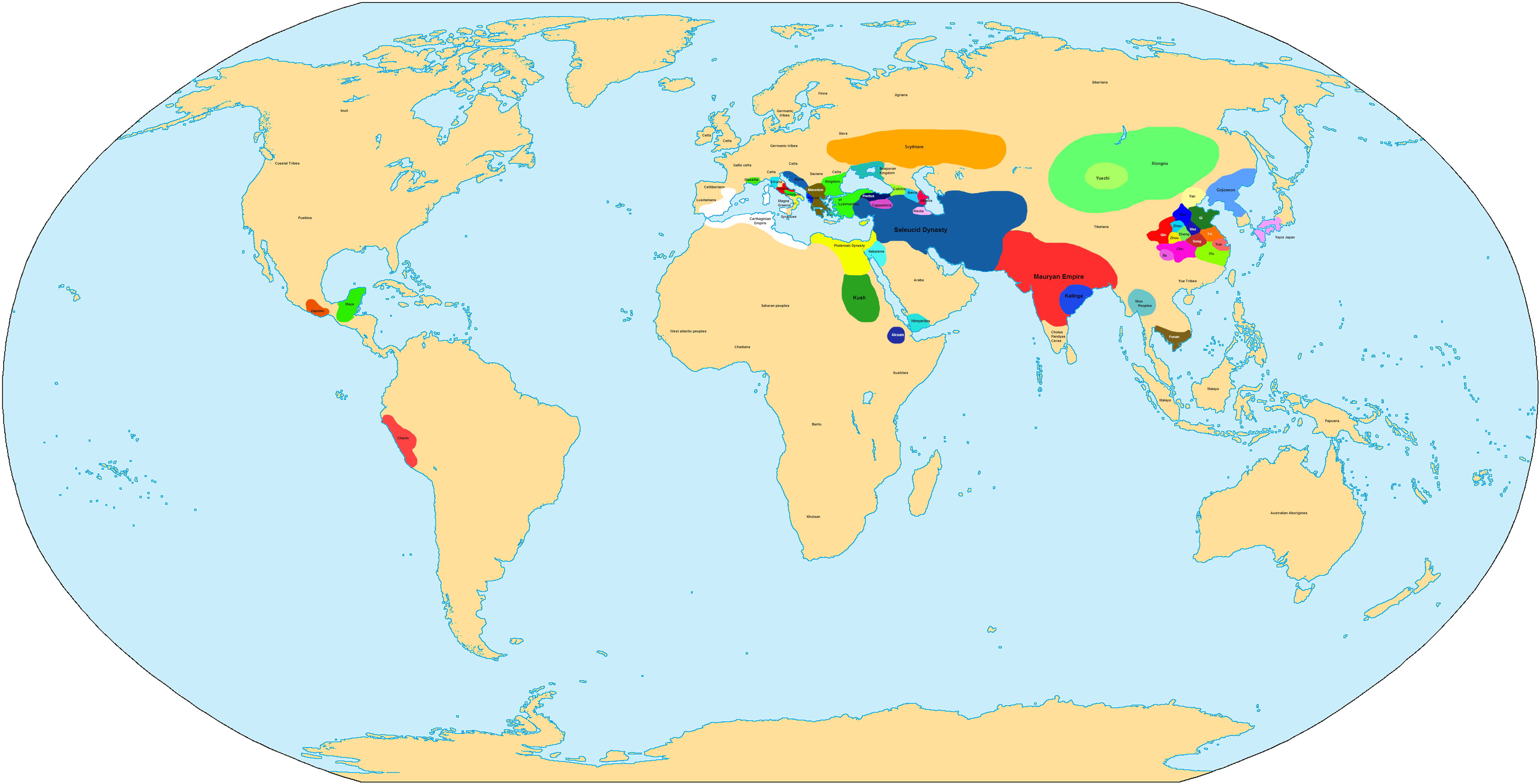
Le monde vers 300 av. J.-C.

- Vers 300-250 av. J.-C. : époque de la Tène ancienne IIIa[6].
- Vers 300-295 av. J.-C. : expansion celte en Gaule méridionale. Échec d’une expédition celte en Thrace au début du IIIe siècle[7].
- 299-287 av. J.-C. : le savant Straton de Lampsaque est chargé de l’éducation de Ptolémée II Philadelphe à Alexandrie[8].
- 298-290 av. J.-C. : troisième et dernière guerre samnite, Rome domine désormais toute la Campanie. Une importante coalition de peuples des Apennins (Samnites, Sabins, Lucaniens), d’Étrusques, d’Ombriens et de Gaulois s’oppose à Rome, menacée sur deux fronts, qui met sur pied deux armées[9].
- 298-285 av. J.-C. : lutte des diadoques pour le contrôle de la Macédoine[10].
- 295 av. J.-C. : victoire des Romains, alliés aux Picéniens à la bataille de Sentinum, en Ombrie sur les Samnites de Gellius Egnatius coalisés aux Étrusques, aux Ombriens et aux Gaulois[9].
- 292-280 av. J.-C. : le sculpteur grec Charès de Lindos installe sa statue du dieu-soleil de 35 m, le Colosse, à l'entrée du port de Rhodes[11].

## Personnages significatifs
- Bindusâra.
- Démétrios Ier Poliorcète.
- Euclide.
- Lysimaque.
- Pyrrhus Ier.